# Bukovka (Horní Radouň)
Bukovka (německy Bukowka) je malá vesnice, část obce Horní Radouň v okrese Jindřichův Hradec v Jihočeském kraji. Nachází se asi 2,5 kilometru severně od Horní Radouně. Bukovka leží v katastrálním území Starý Bozděchov o výměře 5,87 km².
Bukovka se dělí na západní a východní část. Jelikož se jednalo o plánovanou vesnici, má oproti okolním obcím a osadám poněkud nezvyklý ráz – domy na sebe často těsně navazují. Ve středu vesnice se nachází nyní bezejmenný rybník pojmenovaný místními „Unďák“, dříve zvaný „Zámecký“, který se zde nacházel ještě před vznikem současné vesnice.[chybí lepší zdroj]

## Historie
Na místě dnešní Bukovky bývala nejpozději roku 1415 tvrz zvaná Vojkov. Jistý Jaroslav z Vojkova tohoto roku stvrdil svou pečetí Stížný list proti upálení Mistra Jana Husa. Další zmínka o Vojkově je datována rokem 1464, kdy zemřela jistá Dorota z Vojkova a spor o její dědictví se následně táhl do roku 1468.
Je možné, že v květnu roku 1467 byl Vojkov vypálen Zdeňkem ze Šternberka – záznamy se totiž zmiňují, že vypálil v okolí šest blíže neurčených vesnic. Ovšem pokud se tak opravdu stalo, není jisté, proč se dědicové Doroty z Vojkova úspěšně dohodli v únoru 1468 na rozdělení dědictví, pokud byla vesnice již několik měsíců vypálená. Každopádně nejpozději roku 1577 je již Vojkov v deskách zemských uváděn jen jako pustá vesnice, příslušenství Dívčích Kopů. Spolu s nimi se stal nejdříve součástí statku mnichovského, později včelnického a nakonec roku 1649 kamenického, stejně jako Bozděchov.
Roku 1790, konkrétně dne 1. února, vydal tehdejší majitel včelnického panství svobodný pán Jan Zikmund Bukůvka z Bukůvky tři smlouvy na stavbu prvních domů v nové vesnici, kterou nazval svým jménem – Bukovka. Do roku 1800 vzniklo postupně 18 stavení a tím byla výstavba nové vesnice dokončena (až dodnes žádný další dům nevznikl, naopak celkem 6 stavení zaniklo či bylo spojeno). Obyvatelstvo této osady bylo zpočátku z velké míry německojazyčné, avšak během první poloviny 19. století se postupně počeštilo.

## Obyvatelstvo
| Rok            | 1869 | 1880 | 1890 | 1900 | 1910 | 1921 | 1930 | 1950 | 1961 | 1970 | 1980 | 1991 | 2001 | 2011 | 2021 |
| -------------- | ---- | ---- | ---- | ---- | ---- | ---- | ---- | ---- | ---- | ---- | ---- | ---- | ---- | ---- | ---- |
| Počet obyvatel | 104  | 98   | 97   | 103  | 86   | 73   | 64   | 38   | 42   | 27   | 22   | 8    | 10   | 6    | 3    |
| Počet domů     | 18   | 18   | 18   | 17   | 17   | 17   | 16   | 13   | 8    | 8    | 7    | 12   | 12   | 12   | 12   |

## Obecní správa
Při sčítání lidu v letech 1850–1879 Bukovka byla osadou obce Bozděchov v okrese Pelhřimov. V letech 1880–1959 byla osadou obce Starý Bozděchov, se kterým patřila nejprve do okresu Pelhřimov, ale v letech 1900–1950 v okrese Kamenice nad Lipou. Od roku 1960 je částí obce Horní Radouň v okrese Jindřichův Hradec.

### Místní symboly
Od roku 2024 užívá zdejší Spolek přátel Starého Bozděchova, z. s., neoficiální symboly všech tří místních částí obce, které jsou také umístěny na uvítacích cedulích.

neoficiální znak místní části
neoficiální vlajka místní části

Znak i vlajka Bukovky jsou tvořeny svisle polceným polem, které je převzato z pečeti rytíře Bohuslava z Bozděchova (1454, 1458), který jako jediný z členů staršího pokolení rytířů z Bozděchova měl v pečeti štítové znamení – svisle polcený červeno-bílý štít.[nenalezeno v uvedeném zdroji]
Červená heraldická lilie se zlatou sponou je převzata z pečeti a erbu rodu rytířů z Hojovic, jehož člen Smil byl buďto správcem, nebo dědičným držitelem tvrzi na Vojkově roku 1468.[nenalezeno v uvedeném zdroji]  Žádné pečeti ani erby rytířů z Vojkova se totiž bohužel nedochovaly.
Dva stříbrné točené rohy, nadvakráte překřížené jsou převzaty z erbu rodu Bukůvků z Bukůvky, jehož člen Jan Zikmund roku 1790 založil současnou osadu a nazval ji svým jménem.

## Galerie

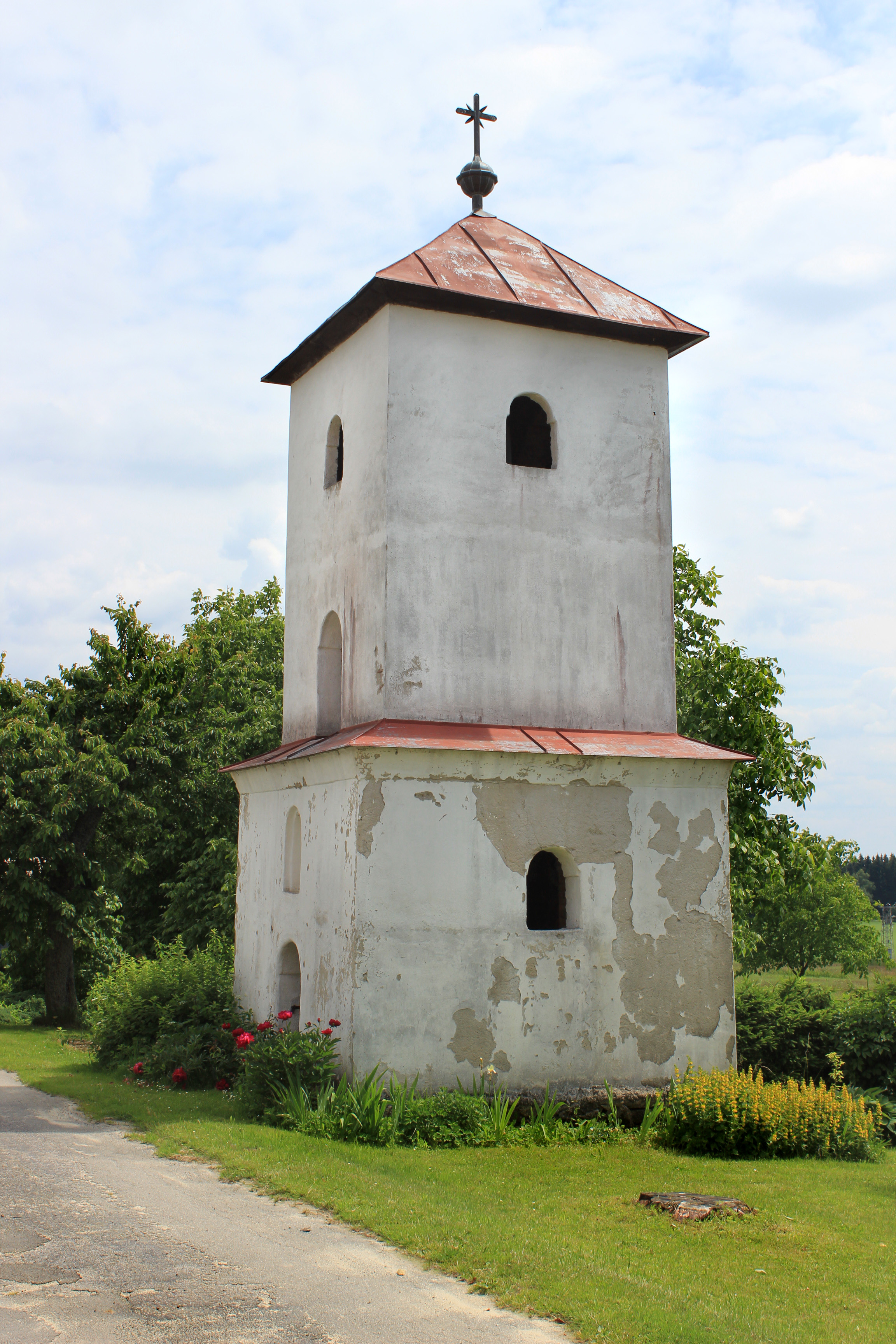
Kaple u východní části
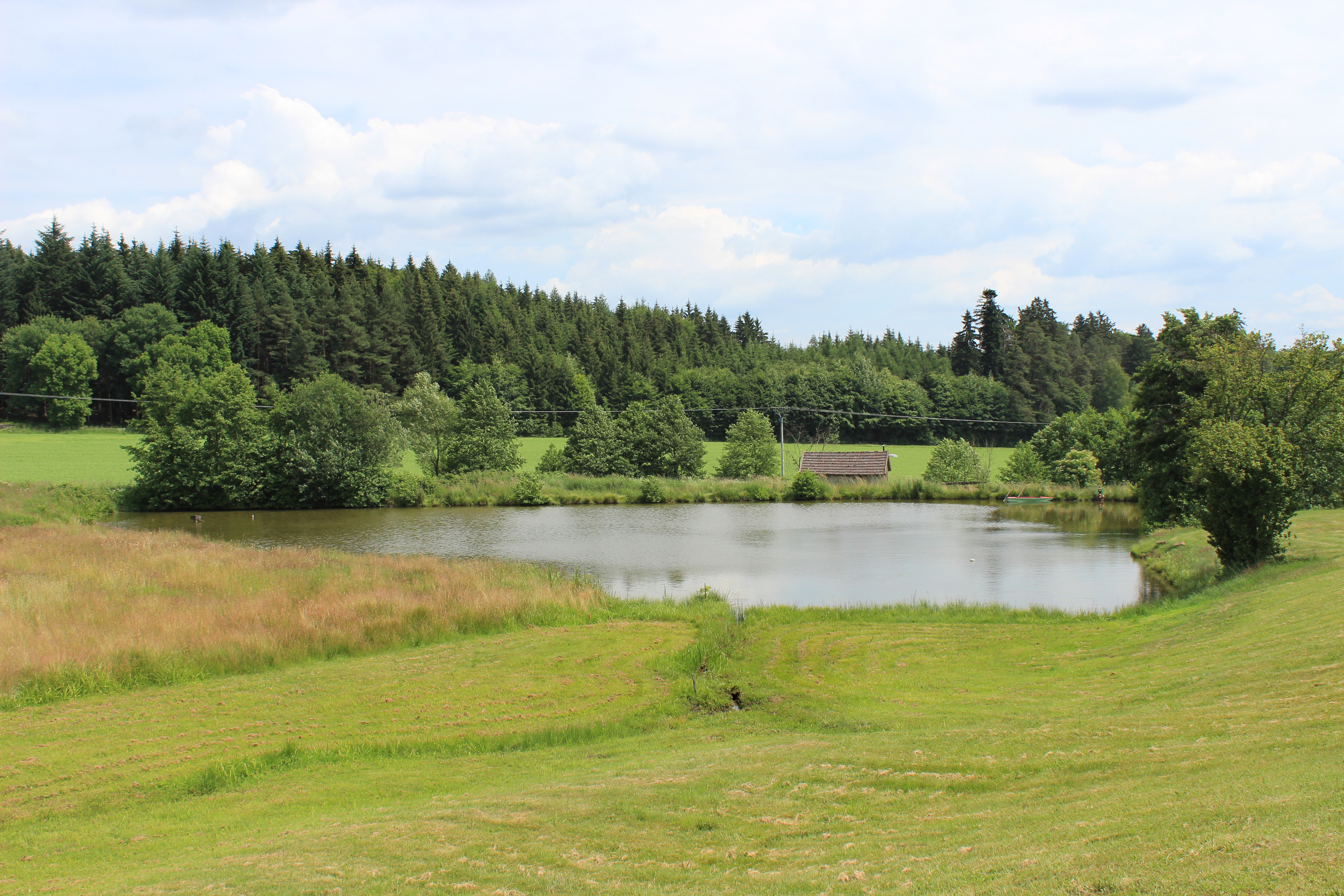
Rybník pod vsí
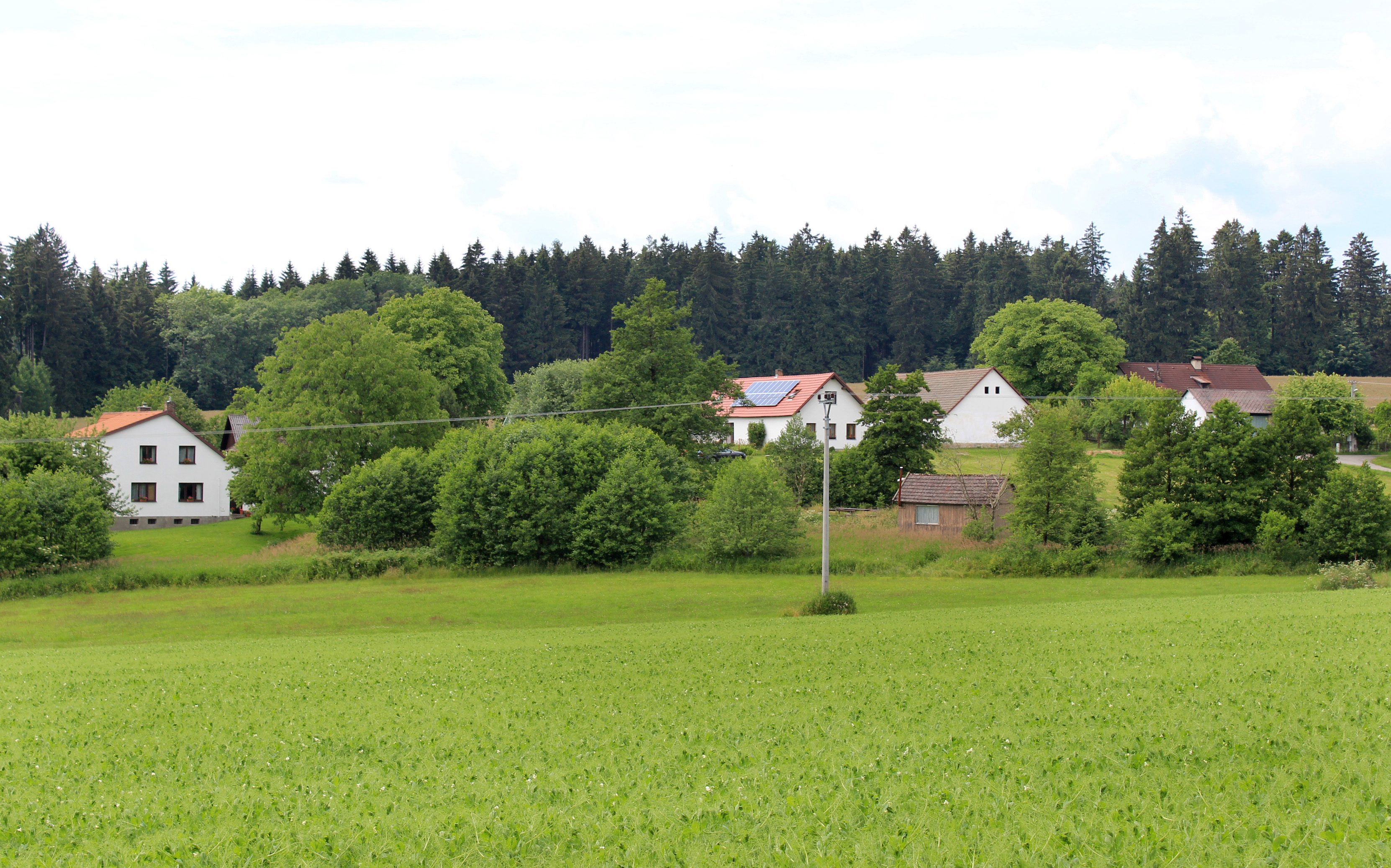
Západní část Bukovky